# 桂苑筆耕集

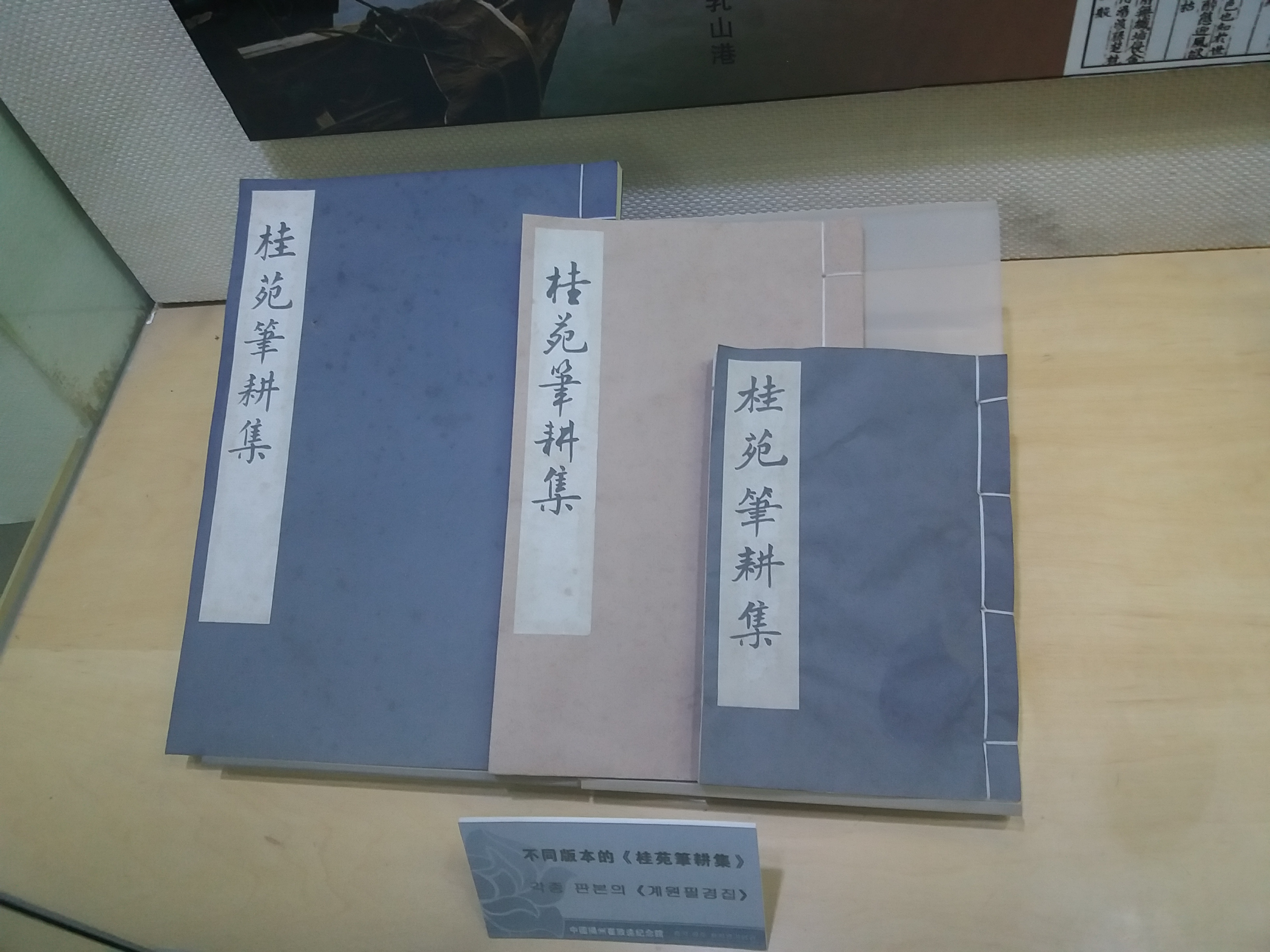
崔致远纪念馆展出的《桂苑笔耕集》

《桂苑筆耕集》（朝鮮語：《계원필경집》），又稱《桂苑筆耕》，新羅人崔致遠所撰的詩文集，使用漢語文言文寫成，共二十卷。崔致遠曾在中國唐朝留學及任官，期間寫下大量詩文作品，回到新羅後於886年編成本書。書中收錄了大量表、狀、啟、檄、書信等文章，記載唐末多件重大事件及多位人物，對研究唐末歷史具有相當的文獻參考價值，可補中國史書的不足。此外，就朝鮮半島而言，本書為最古的漢文典籍之一。

## 本書的編撰
《桂苑筆耕集》的作者崔致遠，朝鮮半島新羅國人，自十二歲（868年）入唐至二十八歲（884年）回新羅，在這十六年中，他曾在唐朝首都長安學習、在洛陽遊歷、在溧水出任縣尉，又在淮南節度使高駢的幕府任職。
在中國生活期間，他便寫下大批詩文。據他在《桂苑筆耕序》裡說，在長安學習時便開始寫作。在洛陽遊歷時，「筆作飯囊，遂有賦五首，詩一百首，雜詩賦三十首，共成三篇」。在溧水任縣尉時生活條件較好，「祿厚官閑，飽食終日，仕優則學，免擲寸陰。公私所為，有集五卷」。其後在淮南任高駢僚屬時，軍務繁重，而他則負責文職工作，「專委筆硯軍書輻至，竭力抵當，四年用心，萬有餘首」。
884年，崔致遠以「國信使」的身份回到新羅，隨即將他在唐期間的作品進行整理，彙編成《桂苑筆耕集》二十卷，以及有「私試今體賦五首一卷」、「五言七言今體詩共一百首一卷」、「雜詩賦共三十首一卷」和《中山覆簣集》一部五卷，合共有作品二十八卷（僅有《桂苑筆耕集》二十卷留傳下來）。886年崔致遠將這批作品呈獻給新羅憲康王，務求獲得賞識及重用。

## 本書內容

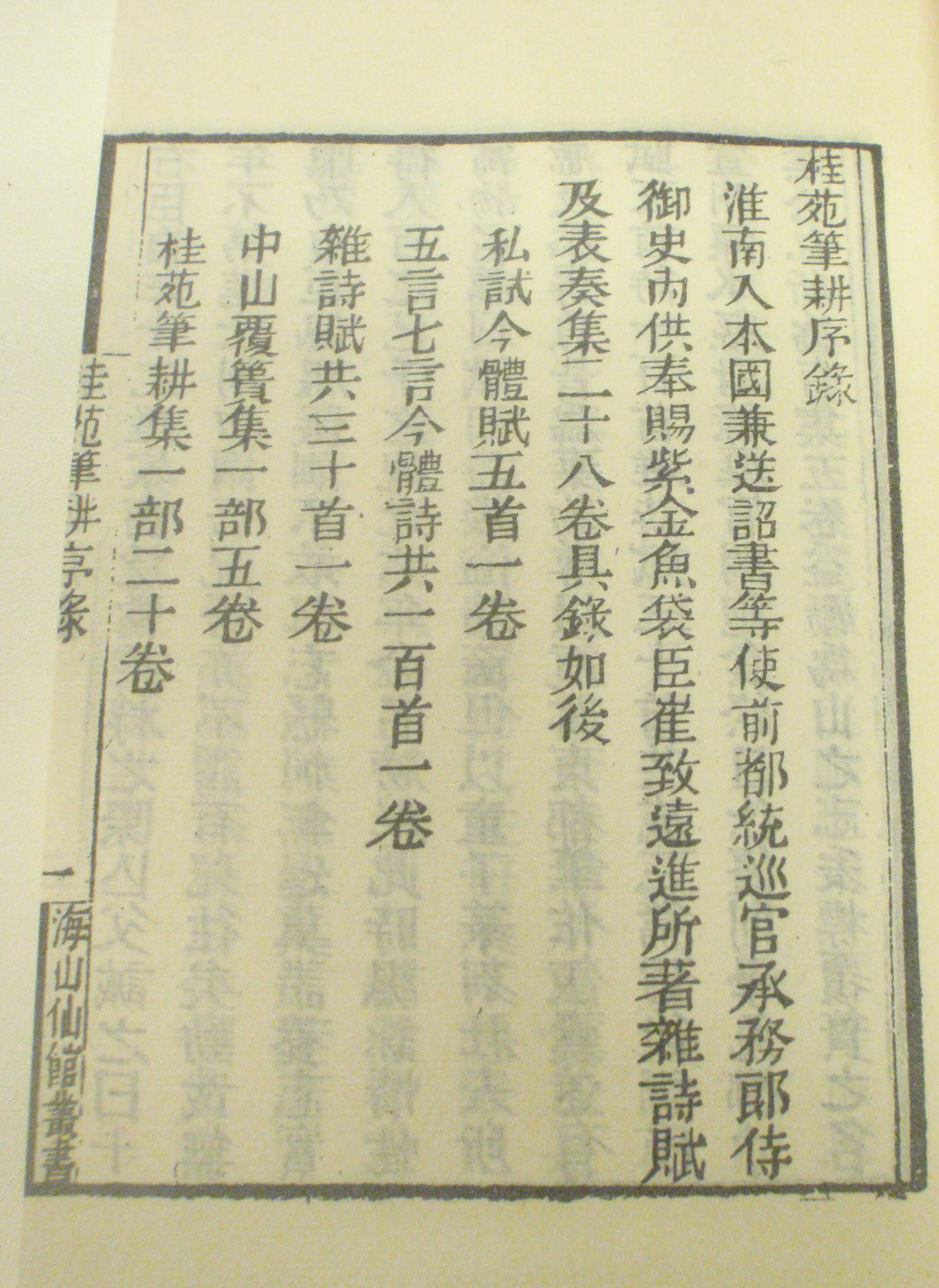
《桂苑筆耕集》書影（出自清朝潘仕成《海山仙館叢書》）

在《桂苑筆耕集》中自設體類，分卷立目，目連正文。全書二十卷收錄了崔致遠所寫的表、狀、啟、檄、書等作品，共有文三百一十篇、詩六十首，其中前十七卷為公文，後三卷多為崔致遠本人的書信酬答之作。另在集前有序一篇。其分佈情況如下：
- 桂苑筆耕序。
- 卷一至卷二：表共二十篇。
- 卷六：堂狀十篇。
- 卷七至卷十：別紙共八十篇。
- 卷十一：檄書四篇、書六篇。
- 卷十二：委曲二十篇。
- 卷十三至卷十四：舉牒共五十篇。
- 卷十五：齋詞十五首。
- 卷十六：祭文四篇、書二篇、記二篇、疏二篇。
- 卷十七：啟四篇、狀六篇、七言紀德詩三十首。
- 卷十八：狀二十二篇、啟三篇。
- 卷十九：狀一篇、別紙九篇、雜書十篇。
- 卷二十：收啟一篇、狀三篇、別紙五篇、祭文一篇、詩三十首。

※以上參見《桂苑筆耕集校注》党銀平《前言》，北京中華書局2007年版，10－11頁。

## 評價

### 為古代朝鮮重要文集
在朝鮮半島文壇上，《桂苑筆耕集》有著相當崇高的地位，古來的朝鮮學者便是它為具有開創意義的重要書籍，如朝鮮王朝學者洪奭周稱之為「東國文章之本始」，徐有榘稱「我東詩文集之只今傳者，不得不以是集為開山鼻祖，是亦東方藝苑之本始也」。在現代，本書已成為朝鮮半島現存最古的漢文典籍之一，也是朝鮮三國時代和統一新羅時代唯一傳世的個人著作。

### 具研究晚唐歷史的文獻價值
《桂苑筆耕集》載錄了甚多中國唐朝末年的原始史料，因此對唐末歷史研究具相當的文獻價值。據學者党銀平的分析，本書可有助了解淮南節度使高駢的活動、黃巢本人及其黨羽的起事經過、唐末各地小型動亂。唐末的典章制度、社會文化等方面，如淮南的貢品、唐代各類詔令、晚唐進士等方面，在本書中的資料亦起到補充作用。
除唐代時期的中國歷史外，本書亦涉及其他方面的介紹，如《獻生日物狀》五首，便是研究人蔘之作；又如《補安南錄異圖記》，在越南歷史研究方面具有史料價值。因此，本書對於研究唐與朝鮮地區、越南地區文化交流，提供了不少寶貴資料。

## 流傳情況
崔致遠於886年編就《桂苑筆耕集》後，已得到一定的知名度，如五代時編修的《舊唐書·藝文志·丁部集錄·別集類》便有提及本書。但其後在一段時期內出版流傳甚少。1834年，朝鮮徐有榘據洪奭周先世家藏本校證，以聚珍活字印行，被稱為「朝鮮活字本」。1847年，中國清人潘仕成編《海山仙館叢書》，據朝鮮活字本刻印收錄本書，對原文作了不少改動，稱為「海山仙館叢書本」。1919年，中華民國商務印書館出版《四部叢刊》，據無錫孫氏小綠天所藏高麗舊刻本影印。在日本，亦早有流傳本書，如日本國會圖書館就收藏了一部高麗刻本，屬於早期的出版系統。
在校注整理版本方面，則有中國北京中華書局出版的党銀平《桂苑筆耕集校注》。

## 引用來源
1. ↑  崔致遠《桂苑筆耕集·桂苑筆耕序》，北京中華書局2007年版，14頁。
2. ↑  《桂苑筆耕集校注》党銀平《前言》，北京中華書局2007年版，10－11頁。
3. ↑  《桂苑筆耕集》洪奭周《校印桂苑筆耕集序》，北京中華書局2007年版，2頁。
4. ↑  《桂苑筆耕集》徐有榘《校印桂苑筆耕集序》，北京中華書局2007年版，6頁。
5. ↑  《桂苑筆耕集校注》党銀平《前言》，北京中華書局2007年版，7頁。
6. ↑  党銀平《崔致遠<桂苑筆耕集>的文獻價值》，收錄於《域外漢籍研究集刊》第一輯，北京中華書局2005年版，3－22頁。
7. ↑  崔成德《朝鮮文學藝術大辭典·「桂苑筆耕」條》，吉林教育出版社1992年版，169－170頁。
8. ↑  劉昫《舊唐書·藝文志·丁部集錄·別集類》，北京中華書局1995年版，1617頁。
9. ↑  《桂苑筆耕集校注》党銀平《前言》，北京中華書局2007年版，17－19頁。
10. ↑  金程宇《日本國會圖書館藏<桂苑筆耕集>的文獻價值》，收錄於《域外漢籍研究集刊》第二輯，北京中華書局2006年版，31－39頁。
11. ↑  《桂苑筆耕集校注》，北京中華書局2007年版，7頁。